# Rosine
Rosine – jednostka osadnicza w Stanach Zjednoczonych, w stanie Kentucky, w hrabstwie Ohio.